# 菊谷知樹
菊谷知树（日语：／ Kikuya Tomoki，1968年2月21日—）是日本作曲家、编曲家、吉他手，POPHOLIC所属，东京都三鹰市出身。
菊谷知树主要为动漫系列创作原声音乐，曾為《偽戀》《情色漫畫老師》《孤獨搖滾！》《搖曳莊的幽奈小姐》《如果有妹妹就好了。》《刮掉鬍子的我與撿到的女高中生》《悲喜渔生》創作音樂。